# Higashiōmi
Higashiōmi (東近江市, Higashiōmi-shi) est une ville située dans la préfecture de Shiga, au Japon.

## Géographie

### Situation
La ville de Higashiōmi est située dans le sud-est de la préfecture de Shiga, à l'est du lac Biwa et à l'ouest des monts Suzuka, au Japon. Elle est limitrophe de Hikone, Aishō et Taga, au nord, de Ryūō, Kōka et Hino, au sud, et de la préfecture de Mie, à l'est. Elle s'étend d'est en ouest sur environ 33,3 km et du nord au sud sur environ 26,4 km.

### Municipalités limitrophes
| Hikone      | Aishō      | Taga   |
| Ōmihachiman | Higashiōmi | Inabe  |
| Ryūō, Kōka  | Hino       | Komono |

### Démographie
En septembre 2022, la population de la ville de Higashiōmi était estimée à 112 723 habitants, répartis sur une superficie de 388,37 km2 (9,5 % de celle de la préfecture),,.

### Topographie
Sur l'étendue du territoire de Higashiōmi, l'altitude moyenne est de 131,86 m.

### Hydrographie
Les rivières Echi et Hino, qui alimentent le lac Biwa, traversent Higashiōmi respectivement au centre et au sud-ouest.

## Histoire
Le 11 février 2005, la ville de Yōkaichi et quatre bourgs : Eigenji, Gokashō, Aitō et Kotō, ont fusionné avec Higashiōmi, qui a ensuite absorbé les bourgs de Gamō et de Notogawa le 1er janvier 2006.

## Culture locale et patrimoine
Higashiōmi abrite un grand nombre de sites historiques, le plus célèbre étant Gamōno, scène des poèmes d'amour somonka entre la princesse Nukata et le prince Oama au VIIe siècle.
Il y a également un grand nombre de temples bouddhiques comme l'Eigen-ji, le Hyakusai-ji et l'Ishidō-ji.

## Transports
Higashiōmi est desservie par la ligne Biwako de la compagnie JR West ainsi que la ligne principale et la ligne Yōkaichi de la compagnie Ohmi Railway.

## Jumelages
- Marquette (États-Unis)
- Taber (Canada)
- Tongyeong (Corée du Sud)
- Rättvik (Suède)